# Sideline Secrets
Sideline Secrets è film del 2008 diretto da Steven Vasquez. Nel 2008 il film ha avuto un seguito, Darker Secrets: Sideline Secrets II, anch'esso uscito direttamente in home video.

## Trama
Apparentemente la vita dello studente Devon Tyler sembra essere veramente perfetta: ottimi genitori, una fidanzata bella e popolare, tanti amici... Ma le cose in realtà non sono quello che sembrano: il matrimonio dei suoi genitori è prossimo alla fine, la sua ragazza è una prepotente ed inoltre Devon ha scoperto di essere omosessuale dopo una relazione con un altro ragazzo. La situazione diventa ancora più complessa quando in città avvengono alcune sparizioni misteriose.